# Brunnmühle (Ligerz)
Die Häusergruppe Brunnmühle (französisch Aux Sept Fontaines) gehört politisch zur Gemeinde Ligerz im Schweizer Kanton Bern, postalisch jedoch zu Twann in der Nachbargemeinde Twann-Tüscherz.

## Geographie
Die Brunnmühle liegt auf 433 m ü. M., etwa 400 Meter nordöstlich von Bipschal und 200 Meter südwestlich von Kleintwann am Ufer des Bielersees. Die Grenze zur Gemeinde Twann-Tüscherz, der Twannbach, verläuft 250 Meter nordöstlich. Hinter dem Ort erhebt sich über hohem, anstehendem Fels ein terrassierter Rebberg. Die Landschaft gehört zum «Linken Bielerseeufer» im Bundesinventar der Landschaften und Naturdenkmäler von nationaler Bedeutung.

## Geschichte
Die Brunnmühle wurde 1342 erstmals erwähnt. Rudi Heineli «von Ligerz» erwarb 1420 die «Herrschaftsmühle» zusammen mit der Bachmühle in Kleintwann von den Herren von Ligerz. Mit diesem Kauf legte er den Grundstein für den Aufstieg und Reichtum seiner Familie. Bis zur Liquidation von 1814 blieb der Bodenzinsbesitz unverteilt.
Von der Familie der Brunnmüller Engel, die bis 1877 nahezu 300 Jahre lang die Mühle über eigene Lehenmüller hielten, stammte das Stadtberner Geschlecht ab. Die Nachkommen stiegen dort 1651 in den Grossen Rat und 1669 in den Kleinen Rat auf. Der Oberbibliothekar und Landvogt Samuel Engel ist der bedeutendste Nachfahre.
Das Mühlengebäude (Ostseite von 1629) über zwei Gewölbekellern wurde 1969 mit dem Wasch-
und Ofenhaus abgebrochen, um dem geplanten Ausbau der Strasse zu weichen. Die Ausfahrt des Twanntunnels der Autobahn A5 wurde jedoch nach Osten verlagert. In der Mühle wurde 1894 eine Uhrenschalen- und später eine Metallwarenfabrik eingerichtet.

## Bauwerke
Das «neue Haus» (Brunnmühle 3) stammt wohl aus dem frühen 18. Jahrhundert. Seit dem Umbau der 1860er Jahre ist es ein dreigeschossiges, dreiachsiges Bauwerk «von vornehmer Erscheinung». Anstelle eines Aufzugstors unter der Ründe wird das Giebelgeschoss grosszügig über Fenster belichtet. Das Haus beherbergt ein Rebgut. Die anschliessenden Bauten der Dreiergruppe (Brunnmühle 5 und 7) waren ehemalige Ökonomiebauten, die kurz vor 1900 und um 1947 für Wohnzwecke umgestaltet wurden.
Direkt am See, jenseits der Verkehrswege, steht ein 1886 und 1910 erbautes Pumphaus (Brunnmühle 2A). Eine Kolbenpumpe aus dem Pumphaus wurde vor dem ehemaligen Mühleweiher aufgestellt, sie wurde 1923 von der Zürcher Maschinenfabrik an der Sihl hergestellt.

## Persönlichkeiten
- Amanda Tröndle-Engel (geb. Engel, 1861–1956), Künstlerin und Pädagogin; in der Brunnmühle geboren und aufgewachsen, Schülerin in Twann.[3]

## Belege
1. 1 2 3 4 5  Brunnmühle. In: Andres Moser: Die Kunstdenkmäler des Kantons Bern. Landband III. Basel 2005, S. 400.
2. ↑  Barbara Braun-Bucher: Engel (BE). In: Historisches Lexikon der Schweiz.  22. Dezember 2015.
3. ↑  Lesung aus «Im Sommer sind die Schatten blau». In: localcities.ch. Abgerufen am 24. Juni 2023.